# Lisa Mays
Lisa Mays (sinh ngày 10 tháng 10 năm 2000) là một vận động viên quần vợt người Úc.
Mays có thứ hạng đơn cao nhất trong sự nghiệp trên bảng xếp hạng của Hiệp hội Quần vợt Nữ (WTA) là thứ 846, đạt được vào ngày 31 tháng 12 năm 2018. Cô đã giành được hai danh hiệu đôi tại ITF Women's Circuit.
Mays ra mắt nhánh đấu chính của WTA Tour tại Sydney International 2022, nơi cô đánh cặp với Michaela Haet ở nội dung đôi nữ.

## Chung kết ITF Circuit

### Đơn: 1 (á quân)
| Legend              |
| ------------------- |
| $60,000 tournaments |
| $25,000 tournaments |
| $15,000 tournaments |

| Chung kết theo mặt sân |
| ---------------------- |
| Cứng (0–1)             |
| Đất nện (0–0)          |
| Cỏ (0–0)               |

| Kết quả | T–B | Thời gian        | Giải đấu              | Cấp độ | Mặt sân | Đối thủ            | Tỷ số         |
| ------- | --- | ---------------- | --------------------- | ------ | ------- | ------------------ | ------------- |
| Á quân  | 0–1 | tháng 4 năm 2023 | ITF Monastir, Tunisia | 15,000 | Cứng    | Isabella Shinikova | 6–3, 4–6, 1–6 |

### Đôi: 6 (3 danh hiệu, 3 á quân)
| Legend               |
| -------------------- |
| $100,000 tournaments |
| $80,000 tournaments  |
| $60,000 tournaments  |
| $25,000 tournaments  |
| $15,000 tournaments  |

| Chung kết theo mặt sân |
| ---------------------- |
| Cứng (3–3)             |
| Đất nện (0–0)          |
| Cỏ (0–0)               |
| Thảm (0–0)             |

| T-B | Kết quả | Thời gian         | Giải đấu              | Tier   | Mặt sân | Người đánh cặp   | Đối thủ                         | Tỷ số                 |
| --- | ------- | ----------------- | --------------------- | ------ | ------- | ---------------- | ------------------------------- | --------------------- |
| B   | 0–1     | Tháng 2 năm 2019  | ITF Port Pirie, Úc    | 15,000 | Cứng    | Patricia Böntgen | Valentina Ivanov Amber Marshall | 5–7, 2–6              |
| T   | 1–1     | Tháng 12 năm 2019 | ITF Norman, Hoa Kỳ    | 15,000 | Cứng    | Nell Miller      | Carmen Corley Ivana Corley      | 7–6(7–5), 4–6, [10–8] |
| T   | 2–1     | Tháng 7 năm 2022  | ITF Monastir, Tunisia | 15,000 | Cứng    | Valentina Ivanov | Cho I-hsuan Yao Xinxin          | 6–4, 6–7(2–7), [10–8] |
| B   | 2–2     | Tháng 7 năm 2022  | ITF Darwin, Úc        | 25,000 | Cứng    | Ramu Ueda        | Talia Gibson Petra Hule         | 6–2, 5–7, [5–10]      |
| B   | 2–3     | Tháng 10 năm 2022 | ITF Cairns, Úc        | 25,000 | Cứng    | Destanee Aiava   | Naiktha Bains Alexandra Bozovic | 4–6, 4–6              |
| T   | 3–3     | Tháng 11 năm 2022 | ITF Sydney, Úc        | 60,000 | Cứng    | Destanee Aiava   | Alexandra Osborne Jessy Rompies | 5–7, 6–3, [10–6]      |